# Comondú
Comondú és un municipi de l'estat de Baixa Califòrnia Sud. Ciudad Constitución és el cap de municipi i principal centre de població d'aquesta municipalitat.
Aquest municipi es troba a la part nord-central de l'estat de Baixa Califòrnia Sud. Limita al nord amb els municipis de Mulegé, al sud amb La Paz i Loreto, a l'oest amb Oceà Pacífic i a l'est amb el Mar de Cortés.